# Энциклопедия Республики Хакасия
Энциклопедия Республики Хакасия — универсальное справочно-энциклопедическое издание в 2 томах, освещающая историю Хакасии, её животный и растительный мир, географию и геологию, промышленность, экономику и науку, биографии известных людей.

## История
Заказчик — Министерство образования и науки Республики Хакасия.  Над энциклопедией работали почти 500 авторов. Из бюджета на эти цели было выделено 5 млн руб.
Также ведётся работа над новым изданием энциклопедии Хакасии. Инициатива принадлежит Совету старейшин хакасского народа. Полагается что будет минимум 3-4 тома. Считают, что на создание новой энциклопедии Хакасии потребуются два-три года.

## Содержание энциклопедии
Энциклопедия содержит  более пяти тысяч статей. Энциклопедия иллюстрирована рисунками и фотографиями, в том числе цветными.
- Т. 1: А — Н. — 2007. — 430 с.: ил.; 30 см. — 5000 экз. — ISBN 978-5-91502-001-5 (в пер.).
- Т. 2: О — Я. — 2008. — 320 с.: ил.; 30 см. — 5000 экз. — ISBN 978-5-91502-008-4 (в пер.).

## Расхищения
Средства на издание энциклопедии Хакасии расхищались. Коллектив авторов энциклопедии, утверждает, что более 1,5 млн рублей, выделенных для издания книги, были похищены.